# إبراهيما توريه
إبراهيما توريه (بالفرنسية: Ibrahima Touré) (17 ديسمبر 1985 في السنغال - ) هو لاعب كرة قدم سنغالي في مركز الهجوم. شارك مع منتخب السنغال لكرة القدم. أما مع النوادي، فقد لعب مع نادي النصر ونادي الوداد الرياضي ونادي برسبوليس ونادي بيكان ونادي سباهان أصفهان ونادي عجمان ونادي موناكو وChengdu Tiancheng F.C. ‏ وLiaoning F.C. ‏.

## وصلات خارجية
- إبراهيما توريه على موقع رابطة كرة القدم الفرنسية للمحترفين (الإنجليزية)
- إبراهيما توريه على موقع قاعدة بيانات كرة القدم.إي يو (الإنجليزية)
- إبراهيما توريه على موقع ناشيونال فوتبول تيمز (الإنجليزية)
- إبراهيما توريه على موقع Soccerway.com (الإنجليزية)
- إبراهيما توريه على موقع AS.com (الإسبانية)